# جيم تيك

جيم تيك

جيم تيك هو مقر نشر العاب فيديو يقع في شمال ميامي بيتش، فلوريدا، اشتهر بنشر تعديلات ألعاب فيديو لعروض الألعاب في أواخر الثمانينات وأوائل التسعينات.

## نبذة
جيم تيك كان الاسم التجاري ل IJE ( المجلة الدولية للهندسة ) ، مالك حقوق النشر الإلكتروني ل Jeopardy! و عجلة الحظ وفي الأصل قامت شركة IJE ( المجلة الدولية للهندسة ) بترخيص هذه الألقاب لشركة شير داتا من تشاندلر ، أريزونا ؛ ومع ذلك، عندما رأت IJE ( المجلة الدولية للهندسة ) نجاح شركة شير داتا مع العناوين، قررت المجلة بنشر عناوينها بنفسها، مما أدى إلى تأسيس مقر جيم تيك.
بعد إنشاء التوزيع لعناوين برامج الألعاب، تفرعت جيم تيك من خلال ترخيص العناوين الأوروبية لسوق أمريكا الشمالية، بما في ذلك Frontier: Elite II و The Humans. في عام 1991، حاولوا إطلاق امتياز InfoGenius Systems (أنظمة المعلومات العبقرية) لجهاز الجيم بوي.

## الإنخفاض
في عام 1996 ، خفضت جيم تيك أنشطتها في مجال النشر، و تم تحويل معظم هذا الجانب من أعمالها إلى شركة فيليبس  و قدمت شركة جيم تيك إفلاسها في عام 1997 و اوقفت اعمالها في يوليو 1998 و تم الاستحواذ على معظم أصول الشركة من قبل Take-Two Interactive في عام 1997. 

## انظر ايضاً
- ألعاب إلكترونية